# مدرسة العالم الثالث

العالم أثناء الحرب الباردة وتظهر دول عدم الانحياز باللون الأخضر

دول العالم الثالث أو مدرسة العالم الثالث هي عقيدة فكرية ومفهوم سياسي ظهرت في أواخر الأربعينيات أو أوائل الخمسينيات من القرن العشرين أثناء الحرب الباردة وحاولت تحقيق الوحدة بين الأمم التي لم تكن تريد أن تكون طرفًا في النزاع بين الولايات المتحدة والاتحاد السوفيتي. يرتبط المفهوم ارتباطًا وثيقًا مع النظرية السياسية لماو عن العالم الثالث ولكنه لا يتطابق معها.
قال المفكرون السياسيون وقادة دول العالم الثالث أن الانقسامات والصراعات بين الشمال والجنوب كانت ذات أهمية سياسية أكبر مقارنة بالصراع بين دول الشرق والغرب في فترة الحرب الباردة. في نموذج العالم الثالث: كانت بلدان العالم الأول هي المتحالفة مع الولايات المتحدة. كانت هذه الدول ولا تزال تملك مخاطر سياسية أقل وديمقراطية أعلى وأداء اقتصادي أفضل بالإضافة إلى مستوى معيشة أعلى. أشار مصطلح العالم الثاني إلى الدول الصناعية الاشتراكية السابقة الحليفة للاتحاد السوفياتي. وبالتالي ضمَّ مصطلح العالم الثالث بلدانًا غير متحالفة مع الحلف الأطلسي أو الكتلة الشيوعية. كان العالم الثالث يشمل العديد من البلدان ذات الماضي الاستعماري في أفريقيا وأمريكا اللاتينية وأوقيانوسيا وآسيا. كما كان المصطلح يُستعمل أحيانًا كمرادف لبلدان حركة عدم الانحياز ومرتبطًا ببعض الدول باعتبارها دولًا غير مركزية في نظام عالمي تهيمن عليه الدول المركزية.
ارتبط مصطلح دول العالم الثالث بالحركات السياسية الجديدة التي أتت بعد إنهاء الاستعمار والأشكال الجديدة للإقليمية التي ظهرت في المستعمرات القديمة في آسيا وإفريقيا والشرق الأوسط، وارتبط كذلك بالدول القومية القدمية في أمريكا اللاتينية. مثل: القومية العربية والقومية الإفريقية والقومية الأميركية والقومية الآسيوية.
قاد الفترة الأولى لحركة العالم الثالث (فترة مؤتمر باندونغ الأول) رؤساء الدول المصرية والإندونيسية والهندية: وهم جمال عبد الناصر وأحمد سوكارنو وجواهر لال نهرو. وتبعهم في الستينيات والسبعينيات من القرن العشرين جيل ثاني من حكومات العالم الثالث والتي شددت على رؤية أكثر اشتراكية وثورية تجسدها شخصية تشي جيفارا. وبدأت دول العالم الثالث بالدخول في فترة تراجع مع نهاية الحرب الباردة في أواخر الثمانينيات.
تضم قائمة الشخصيات الرئيسية في دول العالم الثالث:
- جمال عبد الناصر.[2]
- كارلوس أندريس بيريز.[2]
- جواهر لال نهرو.[2]
- هو تشي مينه.[2]
- كوامي نكروما.[2]
- جوزيف بروز تيتو.[2]
- هواري بومدين.[2]
- جوليوس نيريري.[2]
- سلفادور الليندي.[2]
- روبرت موغابي.[2]
- تشي جيفارا.[2]
- باتريس لومومبا.[2]
- ميشيل مانلي.[2]
- أحمد سوكارنو.[2]
- معمر القذافي.[2]
- أميلكار كابرال.[2]
- توماس سانكارا.

## أهم المنظرين
- فرانز فانون.[3]